# جون باكستر (مهندس)
جون باكستر (بالإنجليزية: John Baxter)‏ هو مهندس بريطاني، ولد في 1951.